# Grotea oneilli
Grotea oneilli är en stekelart som först beskrevs av Porter 1989.  Grotea oneilli ingår i släktet Grotea och familjen brokparasitsteklar. Inga underarter finns listade i Catalogue of Life.